# Cieśnina Salue Timpaus
Cieśnina Salue Timpaus (indonez. Selat Salue Timpaus) – cieśnina w Indonezji; łączy morze Banda z Morzem Moluckim pomiędzy wyspami Banggai (na zachodzie) i wyspami Sula (na wschodzie); długość ok. 50 km, szerokość do 26 km.  
Przebiega przez nią granica między prowincjami Celebes Środkowy i Moluki Północne.